# 新市坝镇
新市坝镇，是中华人民共和国四川省凉山彝族自治州甘洛县下辖的一个乡镇级行政单位。2020年6月，撤销里克乡、阿尔乡和石海乡，将原里克乡和普昌镇特尔莫村、西西呷村所属行政区域划归新市坝镇管辖。

## 行政区划
新市坝镇下辖以下地区：
城北社区、城南社区、一村、二村、三村、新民村、尔觉村、岩润村、比一市村、阿加衣村、木古足村、拉尔村、特克村、波波坤村、则沟村、环山村、约子村、鲁格村、洛洛沟村、依知村、柳姑村、甲古村、后玉普村、特吉村和移民新村。